# Leuterīs Mantzoukas
Eleutherios Mantzoukas, detto Leuterīs (in greco Ελευθέριος "Λευτέρης" Μαντζούκας?; Giannina, 8 luglio 2003), è un cestista greco.

## Palmarès
- Campionato greco: 2

Panathīnaïkos: 2020-2021, 2023-2024
- Coppa di Grecia: 1

Panathīnaïkos: 2020-2021
- Supercoppa greca: 2

Promitheas Patrasso: 2020
Panathīnaïkos: 2021
- Eurolega: 1

Panathinaikos: 2023-2024